# Aneta Langerová
Aneta Langerová (* 29. November 1986 in Říčany) ist eine tschechische Sängerin.
Langerová ist mit 79,1 % aller Stimmen die Gewinnerin der ersten tschechischen SuperStar-Ausscheidung: "Česko hledá SuperStar" im Juni 2004. Am 6. September 2004 veröffentlichte Aneta Langerova ihr erstes Album: "Spousta Andělů". Dieses Album enthält 13 tschechische und einen englischen Song.
Ihre Alben Dotyk und Jsem erreichten 2007 bzw. 2009 Platz 1 der tschechischen Charts.

## Diskografie
Alben
- Spousta Andělů (2004)
- Spousta Andělů: koncert (live, 2004)
- Dotyk (2007)
- Jsem (2009)
- Pár míst (2012)
- Na radosti (2014)
- Dvě slunce (2020)

Singles
- Hříšná těla křídla motýlí (2006)
- Voda živá (2006)
- Srdcotepec (2006)
- Skvělej nápad (2006)
- Malá mořská víla (2007)
- Podzim (2007)
- V bezvětří (2009)
- Dokola (2009)
- Stačilo říct (2009)
- Vzpomínka (2009)